# 萨利尼
萨利尼（法語：Saligny，法語發音：[saliɲi]）是法国旺代省的一个旧市镇，属于永河畔拉罗什区。2016年，萨利尼与市镇维河畔贝尔维尔合并为新市镇贝尔维尼。

## 地理
萨利尼（46°48'28"N, 1°25'31"W）面积23.36 平方千米，位于法国卢瓦尔河地区大区旺代省，该省份为法国西部沿海省份，北起大西洋卢瓦尔省和曼恩-卢瓦尔省，西临大西洋，南至滨海夏朗德省，东部及东南部与德塞夫勒省接壤。
与萨利尼接壤的市镇（或旧市镇、城区）包括：博富、贝尔维尼、永河畔栋皮埃尔、布洛涅河畔莱吕克、圣但尼拉舍瓦斯、维河畔贝尔维尔。

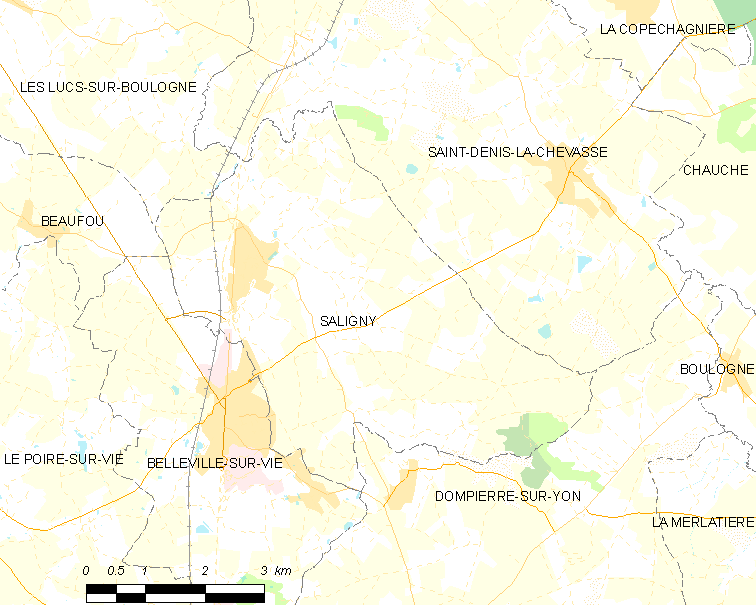
萨利尼的OSM定位图

萨利尼的时区为UTC+01:00、UTC+02:00（夏令时）。

## 行政
萨利尼的邮政编码为85170，INSEE市镇编码为85279。

## 政治
萨利尼所属的省级选区为艾泽奈县。

## 人口

1962-2008年间萨利尼人口变化图示

萨利尼于2018年1月1日时的人口数量为2084人。